# Powervolley Milano 2024-2025
Questa voce raccoglie le informazioni riguardanti la Powervolley Milano nelle competizioni ufficiali della stagione 2024-2025.

## Stagione
Nella stagione 2024-25 la Powervolley Milano assume la denominazione sponsorizzata di Allianz Milano.
Partecipa per l'undicesima volta alla Superlega: chiude la regular season di campionato al sesto posto in classifica, accedendo ai play-off scudetto: sconfitta nella serie dei quarti di finale dalla Lube, gioca i play-off 5º posto, che vince, battendo in finale il Modena e qualificandosi alla Challenge Cup 2025-26.
A seguito del sesto posto in classifica al termine del girone di andata di campionato, si qualifica per la Coppa Italia: esce dalla competizione nei quarti di finale a seguito della sconfitta contro la Lube.
I risultati della stagione precedente permettono alla Powervolley Milano di disputare la Champions League: il secondo posto in classifica nel proprio raggruppamento nella fase a gironi permette l'accesso alla fase a eliminazione diretta, uscendo nei play-off, contro l'Halkbank, perdendo al golden set dopo essere stata confitta nella gara di andata e aver vinto quella di ritorno, entrambe per 3-1.

## Organigramma societario
Area direttiva
- Presidente: Lucio Fusaro
- Vicepresidente: Massimo Achini, Ivano Fusaro
- Consigliere delegato: Fabio Carpita, Francesco Ioppolo
- Direttore generale: Fabio Lini
- Vicedirettore generale: Sabrina Angelescu
- Segreteria generale: Martina Balducci
- Team manager: Massimo Marchiori
- Direttore sportivo: Fabio Lini
- Consulente progetti speciali: Claudio Galli
- Ambassador: Claudio Galli
- Court manager: Romano Bertoldi
- Amministrazione: Fernando Scipione

Area tecnica
- Allenatore: Roberto Piazza
- Allenatore in seconda: Nicola Daldello
- Responsabile settore giovanile: Vanni Benenti

Area comunicazione
- Responsabile comunicazione: Sabrina Angelescu
- Ufficio stampa: Paolo Annoni
- Social media manager: Caterina Corradi, Stefania Cozzone
- Manager del pubblico: Paolo Ambrosioni

Area marketing
- Resposabile marketing: Sabrina Angelescu
- Direttore commerciale: Flavio Farè
- Eventi e merchandising: Giorgia Nardoni
- Biglietteria: Giulia Cozzi, Claudia Viganò

Area sanitaria
- Responsabile staff medico: Luigi Sesana
- Medico: Massimiliano Piatti, Nicolò Zanchi
- Preparatore atletico: Giovanni Rossi
- Fisioterapista: Marco Rampazzo, Matteo Zurek
- Osteopata: Marco Savioli

## Rosa
| N° | Nome             | Ruolo | Data di nascita   | Nazionalità sportiva |
| -- | ---------------- | ----- | ----------------- | -------------------- |
| 1  | Matej Kazijski   | S     | 23 settembre 1984 | Bulgaria             |
| 2  | Matteo Staforini | L     | 23 maggio 2003    | Italia               |
| 3  | Jacopo Larizza   | C     | 22 agosto 1998    | Italia               |
| 4  | Nicola Zonta     | P     | 15 maggio 2000    | Italia               |
| 5  | Damiano Catania  | L     | 28 marzo 2001     | Italia               |
| 7  | Ferre Reggers    | O     | 18 luglio 2003    | Belgio               |
| 10 | Tommaso Barotto  | O     | 24 agosto 2005    | Italia               |
| 11 | Matteo Piano     | C     | 24 ottobre 1990   | Italia               |
| 12 | Jordan Schnitzer | C     | 28 luglio 1999    | Canada               |
| 13 | Davide Gardini   | S     | 11 febbraio 1999  | Italia               |
| 15 | Tatsunori Ōtsuka | S     | 5 novembre 2000   | Giappone             |
| 16 | Paolo Porro      | P     | 27 ottobre 2001   | Italia               |
| 17 | Yacine Louati    | S     | 4 marzo 1992      | Francia              |
| 18 | Edoardo Caneschi | C     | 26 gennaio 1997   | Italia               |

## Mercato
| Acquisti | Acquisti         | Acquisti           | Acquisti   |
| R.       | Nome             | da                 | Modalità   |
| -------- | ---------------- | ------------------ | ---------- |
| O        | Tommaso Barotto  | Porto Viro         | definitivo |
| C        | Edoardo Caneschi | You Energy         | definitivo |
| S        | Davide Gardini   | Padova             | definitivo |
| C        | Jacopo Larizza   | Lube               | definitivo |
| S        | Yacine Louati    | Asseco Resovia     | definitivo |
| S        | Tatsunori Ōtsuka | Panasonic Panthers | definitivo |
| C        | Jordan Schnitzer | Saint-Nazaire      | definitivo |
| L        | Matteo Staforini | Cuneo              | definitivo |

| Cessioni | Cessioni         | Cessioni           | Cessioni   |
| R.       | Nome             | a                  | Modalità   |
| -------- | ---------------- | ------------------ | ---------- |
| L        | Luca Colombo     | Mount Olive        | definitivo |
| O        | Petar Đirlić     | Lube               | definitivo |
| C        | Andrea Innocenzi | Porto Viro         | definitivo |
| S        | Yūki Ishikawa    | Sir Safety Perugia | definitivo |
| C        | Agustín Loser    | Sir Safety Perugia | definitivo |
| S        | Osniel Melgarejo | Dinamo-LO          | definitivo |
| C        | Marco Vitelli    | Verona             | definitivo |

## Risultati

### Superlega

#### Girone di andata
| 1ª giornata - 29 settembre 2024 PalaMazzola, Taranto   | Prisma Taranto     | 3 - 0 | Powervolley Milano | 25-21, 25-20, 25-19        |
| 2ª giornata - 6 ottobre 2024 Palalido, Milano          | Powervolley Milano | 3 - 0 | Lube               | 25-20, 25-18, 25-22        |
| 3ª giornata - 13 ottobre 2024 Palalido, Milano         | Powervolley Milano | 1 - 3 | Trentino           | 29-31, 27-29, 25-22, 18-25 |
| 4ª giornata - 20 ottobre 2024 Arena di Monza, Monza    | Milano             | 1 - 3 | Powervolley Milano | 29-31, 26-24, 22-25, 22-25 |
| 5ª giornata - 27 ottobre 2024 Palalido, Milano         | Powervolley Milano | 1 - 3 | Verona             | 25-17, 24-26, 22-25, 28-30 |
| 6ª giornata - 3 novembre 2024 PalaBanca, Piacenza      | You Energy         | 3 - 0 | Powervolley Milano | 25-20, 25-19, 25-17        |
| 7ª giornata - 9 novembre 2024 Palalido, Milano         | Powervolley Milano | 3 - 1 | M&G                | 25-18, 25-20, 25-27, 25-19 |
| 8ª giornata - 17 novembre 2024 PalaSanLazzaro, Padova  | Padova             | 0 - 3 | Powervolley Milano | 21-25, 22-25, 25-27        |
| 9ª giornata - 24 novembre 2024 Forum di Milano, Assago | Powervolley Milano | 1 - 3 | Sir Safety Perugia | 25-19, 20-25, 28-30, 15-25 |
| 10ª giornata - 7 novembre 2024 Palalido, Milano        | Powervolley Milano | 3 - 1 | Cisterna           | 29-27, 27-29, 25-17, 28-26 |
| 11ª giornata - 8 dicembre 2024 PalaPanini, Modena      | Modena             | 1 - 3 | Powervolley Milano | 20-25, 18-25, 25-21, 20-25 |

#### Girone di ritorno
| 12ª giornata - 15 dicembre 2024 Palalido, Milano                           | Powervolley Milano | 3 - 0 | Prisma Taranto     | 25-21, 25-19, 25-21               |
| 13ª giornata - 22 dicembre 2024 PalaCivitanova, Civitanova Marche          | Lube               | 3 - 0 | Powervolley Milano | 25-18, 25-20, 25-23               |
| 14ª giornata - 26 dicembre 2024 PalaTrento, Trento                         | Trentino           | 3 - 0 | Powervolley Milano | 25-18, 25-23, 25-19               |
| 15ª giornata - 6 gennaio 2025 Palalido, Milano                             | Powervolley Milano | 3 - 0 | Milano             | 42-40, 28-26, 25-23               |
| 16ª giornata - 12 gennaio 2025 Palalido, Milano                            | Verona             | 1 - 3 | Powervolley Milano | 21-25, 25-21, 17-25, 20-25        |
| 17ª giornata - 19 gennaio 2025 Palalido, Milano                            | Powervolley Milano | 3 - 2 | You Energy         | 24-26, 21-25, 25-21, 25-22, 15-9  |
| 18ª giornata - 2 febbraio 2025 Palasport, Porto San Giorgio                | M&G                | 3 - 2 | Powervolley Milano | 25-23, 31-33, 25-21, 23-25, 15-11 |
| 19ª giornata - 9 febbraio 2025 Palalido, Milano                            | Powervolley Milano | 3 - 1 | Padova             | 27-25, 22-25, 25-22, 27-25        |
| 20ª giornata - 16 febbraio 2025 PalaEvangelisti, Perugia                   | Sir Safety Perugia | 3 - 1 | Powervolley Milano | 25-22, 23-25, 25-22, 25-19        |
| 21ª giornata - 22 febbraio 2025 Palazzetto dello Sport, Cisterna di Latina | Cisterna           | 1 - 3 | Powervolley Milano | 22-25, 23-25, 25-20, 23-25        |
| 22ª giornata - 2 marzo 2025 Palalido, Milano                               | Powervolley Milano | 0 - 3 | Modena             | 22-25, 23-25, 23-25               |

#### Play-off scudetto
| Quarti di finale (gara 1) - 9 marzo 2025 PalaCivitanova, Civitanova Marche  | Lube               | 2 - 3 | Powervolley Milano | 29-27, 23-25, 25-18, 23-25, 15-17 |
| Quarti di finale (gara 2) - 16 marzo 2025 Palalido, Milano                  | Powervolley Milano | 0 - 3 | Lube               | 16-25, 16-25, 20-25               |
| Quarti di finale (gara 3) - 23 marzo 2025 PalaCivitanova, Civitanova Marche | Lube               | 3 - 1 | Powervolley Milano | 25-23, 25-22, 21-25, 25-19        |
| Quarti di finale (gara 4) - 26 marzo 2025 Palalido, Milano                  | Powervolley Milano | 1 - 3 | Lube               | 17-25, 25-17, 20-25, 22-25        |

#### Play-off 5º posto
| 1ª giornata - 5 aprile 2025 PalaOlimpia, Verona        | Verona             | 3 - 1 | Powervolley Milano | 23-25, 25-22, 25-23, 25-23        |
| 2ª giornata - aprile 2025 Palalido, Milano             | Powervolley Milano | 0 - 3 | Modena             | 21-25, 19-25, 24-26               |
| 3ª giornata - aprile 2025 Palalido, Milano             | Powervolley Milano | 3 - 0 | Padova             | 25-22, 25-21, 25-15               |
| 4ª giornata - aprile 2025 Palasport, Porto San Giorgio | M&G                | 0 - 3 | Powervolley Milano | 21-25, 21-25, 23-25               |
| 5ª giornata - aprile 2025 Palalido, Milano             | Powervolley Milano | 3 - 0 | Cisterna           | 25-20, 28-26, 25-21               |
| Semifinali - 3 maggio 2025 Palalido, Milano            | Powervolley Milano | 3 - 2 | Verona             | 25-22, 25-19, 24-26, 20-25, 15-11 |
| Finale - 10 maggio 2025 PalaPanini, Modena             | Modena             | 1 - 3 | Powervolley Milano | 25-18, 21-25, 19-25, 19-25        |

### Coppa Italia
| Quarti di finale - 29 dicembre 2024 PalaCivitanova, Civitanova Marche | Lube | 3 - 2 | Powervolley Milano | 25-17, 20-25, 25-16, 21-25, 15-11 |

### Champions League

#### Fase a gironi
| 1ª giornata - 13 novembre 2024 Palalido, Milano                  | Powervolley Milano | 3 - 2 | Roeselare          | 21-25, 21-25, 25-23, 25-22, 16-14 |
| 2ª giornata - 20 novembre 2024 Universitätssporthalle, Innsbruck | Tirol              | 1 - 3 | Powervolley Milano | 18-25, 23-25, 25-21, 20-25        |
| 3ª giornata - 3 dicembre 2024 PalaPiantanida, Busto Arsizio      | Powervolley Milano | 2 - 3 | Warta Zawiercie    | 25-17, 20-25, 24-26, 25-19, 12-15 |
| 4ª giornata - 18 dicembre 2024 Palalido, Milano                  | Powervolley Milano | 3 - 0 | Tirol              | 25-19, 32-30, 26-24               |
| 5ª giornata - 16 gennaio 2025 Tomabelhal, Roeselare              | Roeselare          | 0 - 3 | Powervolley Milano | 17-25, 18-25, 20-25               |
| 6ª giornata - 29 gennaio 2025 Arena Sosnowiec, Sosnowiec         | Warta Zawiercie    | 3 - 0 | Powervolley Milano | 25-22, 25-21, 25-19               |

#### Fase a eliminazione diretta
| Play-off (andata) - 12 febbraio 2025 Başkent Voleybol Salonu, Ankara | Halkbank           | 3 - 1 | Powervolley Milano | 25-27, 25-16, 25-21, 33-31                   |
| Play-off (ritorno) - 25 febbraio 2025 PalaPiantanida, Busto Arsizio  | Powervolley Milano | 3 - 1 | Halkbank           | 25-16, 26-24, 23-25, 28-26 Golden set: 13-15 |

## Statistiche

### Statistiche di squadra
| Competizione     | Punti | In casa | In casa | In casa | In trasferta | In trasferta | In trasferta | Totale | Totale | Totale |
| Competizione     | Punti | G       | V       | P       | G            | V            | P            | G      | V      | P      |
| ---------------- | ----- | ------- | ------- | ------- | ------------ | ------------ | ------------ | ------ | ------ | ------ |
| Superlega        | 36/9  | 17      | 10      | 7       | 16           | 8            | 8            | 33     | 18     | 15     |
| Coppa Italia     | -     | 0       | 0       | 0       | 1            | 0            | 1            | 1      | 0      | 1      |
| Champions League | 12    | 4       | 3       | 1       | 4            | 2            | 2            | 8      | 5      | 3      |
| Totale           | -     | 21      | 13      | 8       | 21           | 10           | 11           | 42     | 23     | 19     |

G = partite giocate; V = partite vinte; P = partite perse

### Statistiche dei giocatori
| Giocatore    | Superlega | Superlega | Superlega | Superlega | Superlega | Coppa Italia | Coppa Italia | Coppa Italia | Coppa Italia | Coppa Italia | Champions League | Champions League | Champions League | Champions League | Champions League | Totale | Totale | Totale | Totale | Totale |
| Giocatore    | P         | PT        | AV        | MV        | BV        | P            | PT           | AV           | MV           | BV           | P                | PT               | AV               | MV               | BV               | P      | PT     | AV     | MV     | BV     |
| ------------ | --------- | --------- | --------- | --------- | --------- | ------------ | ------------ | ------------ | ------------ | ------------ | ---------------- | ---------------- | ---------------- | ---------------- | ---------------- | ------ | ------ | ------ | ------ | ------ |
| T. Barotto   | 32        | 27        | 21        | 4         | 2         | 1            | 1            | 0            | 1            | 0            | 8                | 30               | 23               | 1                | 6                | 41     | 58     | 44     | 6      | 8      |
| E. Caneschi  | 33        | 184       | 111       | 55        | 18        | 1            | 8            | 3            | 2            | 3            | 7                | 39               | 22               | 7                | 10               | 41     | 231    | 136    | 64     | 31     |
| D. Catania   | 30        | 0         | 0         | 0         | 0         | 1            | 0            | 0            | 0            | 0            | 8                | 0                | 0                | 0                | 0                | 39     | 0      | 0      | 0      | 0      |
| D. Gardini   | 23        | 104       | 85        | 13        | 6         | 0            | 0            | 0            | 0            | 0            | 8                | 45               | 40               | 3                | 2                | 31     | 149    | 125    | 16     | 8      |
| M. Kazijski  | 33        | 256       | 219       | 18        | 19        | 1            | 5            | 5            | 0            | 0            | 7                | 31               | 28               | 1                | 2                | 41     | 292    | 252    | 19     | 21     |
| J. Larizza   | 20        | 29        | 18        | 9         | 2         | 1            | 0            | 0            | 0            | 0            | 6                | 10               | 7                | 3                | 0                | 27     | 39     | 25     | 12     | 2      |
| Y. Louati    | 33        | 354       | 298       | 31        | 25        | 1            | 11           | 8            | 0            | 3            | 8                | 86               | 69               | 11               | 6                | 42     | 451    | 375    | 42     | 34     |
| T. Ōtsuka    | 30        | 131       | 121       | 6         | 4         | 1            | 1            | 1            | 0            | 0            | 7                | 33               | 30               | 2                | 1                | 38     | 165    | 152    | 8      | 5      |
| M. Piano     | 14        | 12        | 8         | 4         | 0         | 1            | 0            | 0            | 0            | 0            | 4                | 10               | 7                | 3                | 0                | 19     | 22     | 15     | 7      | 0      |
| P. Porro     | 33        | 81        | 19        | 18        | 44        | 1            | 0            | 0            | 0            | 0            | 8                | 21               | 6                | 4                | 11               | 42     | 102    | 25     | 22     | 55     |
| F. Reggers   | 33        | 606       | 517       | 42        | 47        | 1            | 32           | 31           | 1            | 0            | 7                | 150              | 127              | 17               | 6                | 41     | 788    | 675    | 60     | 53     |
| J. Schnitzer | 33        | 187       | 140       | 30        | 17        | 1            | 11           | 8            | 1            | 2            | 7                | 40               | 30               | 7                | 3                | 41     | 238    | 178    | 38     | 22     |
| M. Staforini | 10        | 0         | 0         | 0         | 0         | 0            | 0            | 0            | 0            | 0            | 4                | 0                | 0                | 0                | 0                | 14     | 0      | 0      | 0      | 0      |
| N. Zonta     | 28        | 1         | 0         | 1         | 0         | 1            | 0            | 0            | 0            | 0            | 6                | 2                | 1                | 1                | 0                | 35     | 3      | 1      | 2      | 0      |

P = presenze; PT = punti totali; AV = attacchi vincenti; MV = muri vincenti; BV = battute vincenti